# L'idolo cinese (Generali)
L'idolo cinese è un'opera in due atti di Pietro Generali, su libretto di Giovanni Battista Lorenzi. La prima rappresentazione ebbe luogo al Teatro San Carlo di Napoli nel 1808.

## Trama
La scena si finge nella Cina

### Atto I
Percorrendo una selva, il viaggiatore italiano Adolfo ed il tremebondo marinaio Pilottola si imbattono in una pastorella, che si palesa come la principessa tartara Ergilla. Ella è in fuga dal matrimonio col cinese Liconatte, il quale, figlio di un nemico della sua stirpe, Tuberone, ha in realtà intenzione di ucciderla con la scusa dello sposalizio per vendicare alcuni antichi torti. Adolfo giura vendicare la fanciulla, anche perché deve raggiungere la reggia tartara per palesarsi alla propria amante Kametri. Partiti tutti, giungono nella selva Tuberone stesso col proprio paggio, Ciommo, che attende l'annuale venuta dell'idolo Kam. La coppia scopre Ergilla e Adolfo nascosti in una caverna, e questi si palesano loro come fratelli viaggiatori. Tuberone, invaghitosi di Ergilla, la nomina sacerdotessa. Partiti tutti, esce allo scoperto anche Pilottola, che per un sorprendente equivoco viene scambiato per l'idolo Kam. Intanto Liconatte, a reggia, ha rivolto le proprie attenzioni verso la stessa Kametri, che è disperata, ripensando al proprio amore per Adolfo. La propria schiava Palmira la invita a godersi i piaceri dell'amore e lo stesso Liconatte si spertica in lodi, ma la ragazza non si fa convincere. Intanto Pilottola, terrorizzato dai riti cinesi, si nasconde nel recinto sacerdotale; viene però visto da Ciommo, che lancia subito l'allarme, al quale accorrono Liconatte, Adolfo, Ergilla e Tuberone; quest'ultimo però ravvisa nell'intruso l'idolo Kam e invita tutti a chiedere perdono alla divinità, mentre Adolfo si stupisce di vedere il proprio servo in vesti divine, e Liconatte riconosce nella nuova sacerdotessa la fuggitiva Ergilla. Scampato dalla furia del principe cinese, che aveva intenzione di decapitarlo per il suo affronto, Pilottola approccia Argilla, il quale rifiuta le goffe avances del marinaio-idolo. Liconatte intanto dubita dell'identità dell'idolo, e il marinaio, ai dubbi del principe cinese, risponde furibondo, meditando stragi e vendetta. Subito dopo giunge al tempio Kametri, e al suo arrivo Adolfo, Ergilla e Liconatte vengono tutti colti da un grave turbamento. Tuberone fa chiamare l'idolo per scacciare il loro malumore, e questi non trova altra soluzione che invitare tutti a cena. Nel concertato finale, ogni personaggio esprime le proprie paure e le proprie ambizioni, mentre tutti si inchinano all'idolo Pilottola.

### Atto II
Tuberone si reca da Kametri per vedere se è tornata di buonumore, e per farla tornare allegra costringe lei e Palmira a bere un gustoso tè, con grande imbarazzo delle due ragazze. Intanto Adolfo ed Ergilla costringono Pilottola a esprimere, sotto la veste di idolo, la volontà che il primo sposi Kametri, la seconda Tuberone, con l'intento di scatenare la gelosia di Liconatte. Ergilla convince con molte moine il goffo marinaio, che pure era molto dubbioso, a cedere alle richieste dei due. L'idolo esprime dunque il suo verdetto, ma Liconatte critica aspramente il padre per le nozze in tarda età, e anzi in preda alla gelosia preferisce differire sul matrimonio con Kametri, con consolazione di Adolfo. Il principe cinese dunque raggiunge Ergilla in privato e le rinnova le proprie profferte amorose; ma la ragazza, non credendo più alle sue parole, lo scaccia. Furibondo, il principe cinese si reca da Pilottola, e riconoscendolo finalmente come un impostore, lo costringe a emettere una doppia sentenza, riconoscendo nella sacerdotessa dell'idolo la principessa Ergilla, e in Adolfo non suo fratello, ma un suo amante. Preso fra le promesse fatte a Ergilla e le minacce di Liconatte, Pilottola decreta che non darà oracoli prima d'aver mangiato, sfuggendo così per il momento a ogni coercizione. Liconatte allora, presa ancora in contropiede, viene sfidato da Adolfo a duello; ma l'arrivo di Kametri interrompe i due duellanti, che chiariscono ogni malinteso: Ergilla è stata ingannata da un finto amico, che le aveva fatto credere che Liconatte voleva ucciderla, e l'idolo Kam è un impostore. Tuberone dapprima si infuria, ma poi perdona ogni torto e tutto si conclude nel giubilo, con doppie nozze fra Ergilla e Liconatte, e Adolfo e Kametri.

## Struttura musicale
- Sinfonia

### Atto I
- N. 1 - Introduzione Oh bel colpo a' sguardi miei (Adolfo, Pilottola, Ergilla)
- N. 2 - Aria Or che il gallo fa chicchirichì (Tuberone, Coro)
- N. 3 - Aria Come obliar potrei (Liconatte)
- N. 4 - Coro e Quintetto Nume eterno del nostro Barchì - Quale accidente oh Dio! (Liconatte, Ergilla, Adolfo, Pilottola, Tuberone, Coro)
- N. 5 - Aria D'un idol sì caro (Ergilla)
- N. 6 - Aria Vado, e volo sulla Luna (Pilottola)
- N. 7 - Finale I Ah! smarrita infra l'orrore (Ergilla, Liconatte, Kametri, Adolfo, Palmira, Pilottola, Tuberone, Ciommo, Coro)

### Atto II
- N. 8 - Terzetto Questo umore fumicante (Tuberone, Kametri, Palmira)
- N. 9 - Aria Alla cera infausta e nera (Tuberone)
- N. 10 - Duetto Anima mia lo sai (Liconatte, Ergilla)
- N. 11 - Quartetto Kamme il tuo oracolo mentre tu sciogli (Tuberone, Coro, Liconatte, Ergilla, Pilottola)
- N. 12 - Duetto Un Nume a far l'amore (Ergilla, Pilottola, con Tuberone, Ciommo, Coro)
- N. 13 - Finale II Se contenti in Ciel ci rese (Ergilla, Kametri, Palmira, Liconatte, Pilottola, Tuberone, Adolfo, Ciommo, Coro)